# Fasta Åland
Fasta Åland (Manner-Ahvenanmaa en finnois) est l'île principale de l'archipel et territoire autonome d'Åland et la troisième plus grande île de la Finlande.

## Géographie
Elle mesure environ 50 km dans le sens nord-sud, 45 km dans le sens est-ouest et avec une superficie de 685 km2, elle est la plus grande île du golfe de Finlande.
Elle occupe 70 % de la surface du territoire autonome et 90 % des Ålandais vivent sur cette île.
Avec 129 m de haut, l'Orrdalsklint est le point culminant de Fasta Åland.

## Divisions administratives
L'île se compose, outre la capitale, Mariehamn, des municipalités suivantes :
- Eckerö
- Finström
- Geta
- Hammarland
- Jomala
- Lemland
- Lumparland
- Saltvik
- Sund

## Transports

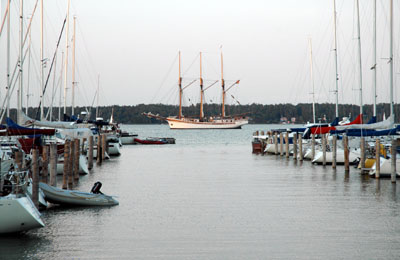
Le port est de Mariehamn